# サッカーキュラソー代表
サッカーキュラソー代表（サッカーキュラソーだいひょう）は、キュラソーサッカー連盟（FFK）によって構成される、キュラソーのサッカーのナショナルチームである。
国際サッカー連盟（FIFA）および北中米カリブ海サッカー連盟（Concacaf）に所属している。ホームスタジアムは、港町のウィレムスタットにあるエルギリオ・ハト・スタディオン。

## 歴史
サッカーキュラソー代表はこれまで、FIFAワールドカップへの出場歴はない。CONCACAFゴールドカップには、記録の上での初出場は2017年大会だが、ゴールドカップの前身である「CONCACAF選手権」時代に出場経験をもつ。
当初はキュラソー単独で代表チームを構成していたが、1948年にキュラソー周辺の島と合わせてオランダ領アンティルとなったことにより、「オランダ領アンティル代表」となった。その後アルバが分離されたことにより、チームもアルバ代表が分離された。オランダ領アンティル代表の時代には、ゴールドカップの前身である「CONCACAF選手権」に5度出場しており、うち2回は3位に付けている。その後2010年にオランダ領アンティルが解体されると、チームも地区別に分離され、「オランダ領アンティルサッカー連盟」の地位はキュラソーサッカー連盟に引き継がれた。
2017年4月にはFIFAランキングで70位をマークするなど徐々に実力を上げており、同年10月に行われたカタール代表との親善試合では、アウェーながら2-1で勝利を収めた。

## 成績

### FIFAワールドカップ
- 1930 - 不参加
- 1934 - 不参加
- 1938 - 不参加
- 1950 - 不参加
- 1954 - 不参加
- 1958 - 予選敗退
- 1962 - 予選敗退
- 1966 - 予選敗退
- 1970 - 予選敗退
- 1974 - 予選敗退
- 1978 - 予選敗退
- 1982 - 予選敗退
- 1986 - 予選敗退
- 1990 - 予選敗退
- 1994 - 予選敗退
- 1998 - 予選敗退
- 2002 - 予選敗退
- 2006 - 予選敗退
- 2010 - 予選敗退
- 2014 - 予選敗退
- 2018 - 予選敗退
- 2022 - 予選敗退

### カリビアンカップ
| 開催年 | 結果               | 試合     | 勝利     | 引分     | 敗戦     | 得点     | 失点     |
| ------ | ------------------ | -------- | -------- | -------- | -------- | -------- | -------- |
| 1989   | 4位                | 2        | 0        | 2        | 0        | 2        | 2        |
| 1990   | 予選敗退           | 予選敗退 | 予選敗退 | 予選敗退 | 予選敗退 | 予選敗退 | 予選敗退 |
| 1991   | 不参加             | 不参加   | 不参加   | 不参加   | 不参加   | 不参加   | 不参加   |
| 1992   | 予選敗退           | 予選敗退 | 予選敗退 | 予選敗退 | 予選敗退 | 予選敗退 | 予選敗退 |
| 1993   | 棄権               | 棄権     | 棄権     | 棄権     | 棄権     | 棄権     | 棄権     |
| 1994   | 不参加             | 不参加   | 不参加   | 不参加   | 不参加   | 不参加   | 不参加   |
| 1995   | 予選敗退           | 予選敗退 | 予選敗退 | 予選敗退 | 予選敗退 | 予選敗退 | 予選敗退 |
| 1996   | 予選敗退           | 予選敗退 | 予選敗退 | 予選敗退 | 予選敗退 | 予選敗退 | 予選敗退 |
| 1997   | 予選敗退           | 予選敗退 | 予選敗退 | 予選敗退 | 予選敗退 | 予選敗退 | 予選敗退 |
| 1998   | グループリーグ敗退 | 3        | 0        | 0        | 3        | 2        | 9        |
| 1999   | 予選敗退           | 予選敗退 | 予選敗退 | 予選敗退 | 予選敗退 | 予選敗退 | 予選敗退 |
| 2001   | 不参加             | 不参加   | 不参加   | 不参加   | 不参加   | 不参加   | 不参加   |
| 2005   | 棄権               | 棄権     | 棄権     | 棄権     | 棄権     | 棄権     | 棄権     |
| 2007   | 予選敗退           | 予選敗退 | 予選敗退 | 予選敗退 | 予選敗退 | 予選敗退 | 予選敗退 |
| 2008   | 予選敗退           | 予選敗退 | 予選敗退 | 予選敗退 | 予選敗退 | 予選敗退 | 予選敗退 |
| 2010   | 予選敗退           | 予選敗退 | 予選敗退 | 予選敗退 | 予選敗退 | 予選敗退 | 予選敗退 |
| 2012   | 予選敗退           | 予選敗退 | 予選敗退 | 予選敗退 | 予選敗退 | 予選敗退 | 予選敗退 |
| 2014   | グループリーグ敗退 | 3        | 0        | 0        | 3        | 5        | 10       |
| 2017   | 優勝               | 2        | 2        | 0        | 0        | 4        | 2        |
| 合計   | 4/19               | 10       | 2        | 2        | 6        | 13       | 23       |

### CONCACAFゴールドカップ
| 開催年 | 結果               | 試合     | 勝利     | 引分     | 敗戦     | 得点     | 失点     |
| ------ | ------------------ | -------- | -------- | -------- | -------- | -------- | -------- |
| 1963   | 3位                | 8        | 5        | 0        | 3        | 14       | 9        |
| 1965   | 5位                | 5        | 0        | 2        | 3        | 4        | 16       |
| 1967   | 予選敗退           | 予選敗退 | 予選敗退 | 予選敗退 | 予選敗退 | 予選敗退 | 予選敗退 |
| 1969   | 3位                | 5        | 2        | 1        | 2        | 9        | 12       |
| 1971   | 不参加             | 不参加   | 不参加   | 不参加   | 不参加   | 不参加   | 不参加   |
| 1973   | 6位                | 5        | 0        | 2        | 3        | 4        | 19       |
| 1977   | 予選敗退           | 予選敗退 | 予選敗退 | 予選敗退 | 予選敗退 | 予選敗退 | 予選敗退 |
| 1981   | 予選敗退           | 予選敗退 | 予選敗退 | 予選敗退 | 予選敗退 | 予選敗退 | 予選敗退 |
| 1985   | 予選敗退           | 予選敗退 | 予選敗退 | 予選敗退 | 予選敗退 | 予選敗退 | 予選敗退 |
| 1989   | 予選敗退           | 予選敗退 | 予選敗退 | 予選敗退 | 予選敗退 | 予選敗退 | 予選敗退 |
| 1991   | 予選敗退           | 予選敗退 | 予選敗退 | 予選敗退 | 予選敗退 | 予選敗退 | 予選敗退 |
| 1993   | 不参加             | 不参加   | 不参加   | 不参加   | 不参加   | 不参加   | 不参加   |
| 1996   | 予選敗退           | 予選敗退 | 予選敗退 | 予選敗退 | 予選敗退 | 予選敗退 | 予選敗退 |
| 1998   | 予選敗退           | 予選敗退 | 予選敗退 | 予選敗退 | 予選敗退 | 予選敗退 | 予選敗退 |
| 2000   | 予選敗退           | 予選敗退 | 予選敗退 | 予選敗退 | 予選敗退 | 予選敗退 | 予選敗退 |
| 2002   | 不参加             | 不参加   | 不参加   | 不参加   | 不参加   | 不参加   | 不参加   |
| 2003   | 予選敗退           | 予選敗退 | 予選敗退 | 予選敗退 | 予選敗退 | 予選敗退 | 予選敗退 |
| 2005   | 棄権               | 棄権     | 棄権     | 棄権     | 棄権     | 棄権     | 棄権     |
| 2007   | 予選敗退           | 予選敗退 | 予選敗退 | 予選敗退 | 予選敗退 | 予選敗退 | 予選敗退 |
| 2009   | 予選敗退           | 予選敗退 | 予選敗退 | 予選敗退 | 予選敗退 | 予選敗退 | 予選敗退 |
| 2011   | 予選敗退           | 予選敗退 | 予選敗退 | 予選敗退 | 予選敗退 | 予選敗退 | 予選敗退 |
| 2013   | 予選敗退           | 予選敗退 | 予選敗退 | 予選敗退 | 予選敗退 | 予選敗退 | 予選敗退 |
| 2015   | 予選敗退           | 予選敗退 | 予選敗退 | 予選敗退 | 予選敗退 | 予選敗退 | 予選敗退 |
| 2017   | グループリーグ敗退 | 3        | 0        | 0        | 3        | 0        | 6        |
| 合計   | 5/24               | 30       | 7        | 7        | 16       | 39       | 68       |

## 歴代監督
- パトリック・クライファート 2015-2016, 2021
- レンコ・ビセンティーニ（英語版） 2022-

## 歴代選手
- ロビン・ネリッセ
- クエンテン・マルティノス
- クコ・マルティナ
- レアンドロ・バクーナ
- ヘファーロ・ネポムセノ
- ジーノ・ファン・ケッセル
- ハルリソン・ベンスホップ
- エロイ・ローム
- ヤルヒニオ・アントニア
- エルソン・ホーイ
- ドゥストレイ・ムルデル
- ケミー・アグスティーン
- ランヘロ・ヤンハ
- フェリトシアーノ・チュースヘン
- ドリアーノ・コルツタム
- シェルトン・マルティス